# نمو تعويضي

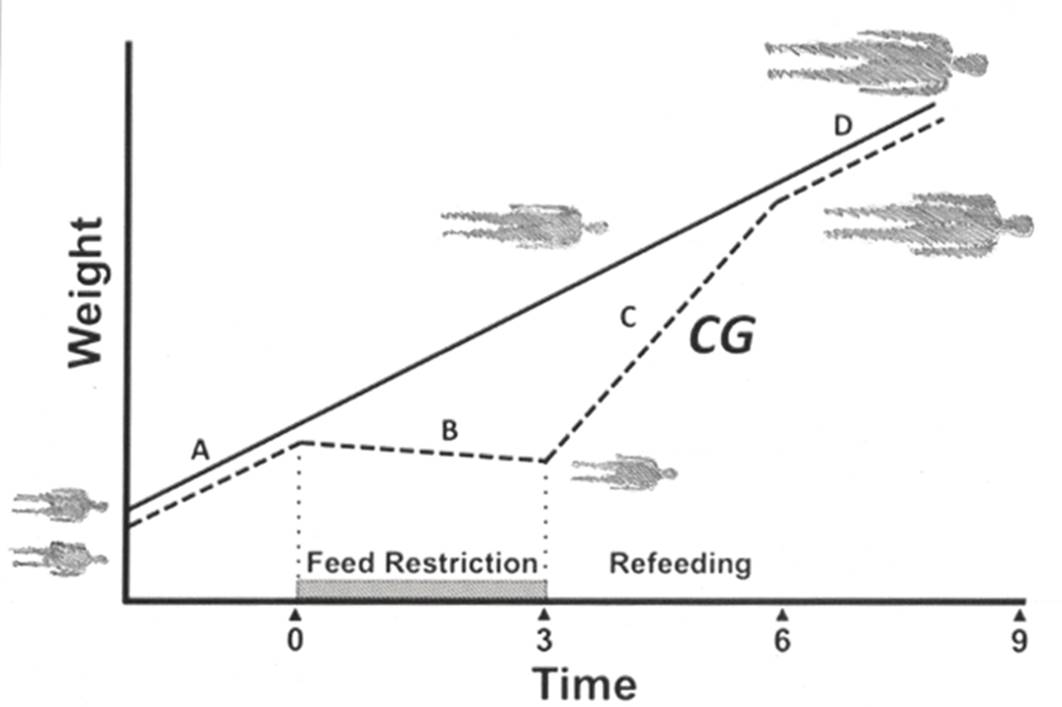

النمو التعويضي، ويعرف أيضًا باسم النمو التداركي واكتساب الوزن التعويضي، وهو عبارة عن نمو متزايد للمتعضية بعد فترة من النمو المتباطئ خاصة الناتج عن الحرمان من العناصر المغذية. ففي كثير من الأحيان، تصبح أوزان أجسام الحيوانات التي تعاني من قيود غذائية بمرور الوقت مماثلة لتلك الحيوانات التي لم تعان مثل هذا الضغط. ومن المحتمل أن تؤدي معدلات النمو التعويضي العالية إلى الإفراط في التعويض حيث يتجاوز الحيوان الوزن الطبيعي وغالبًا ما يسفر عن تراكم هائل للدهون.
يمكن أن تستعيض المتعضية وزنها الطبيعي دون وقت إضافي. ولكن في بعض الأحيان عندما تتعرض فيها للتقييد الغذائي القاسي، فقد تطول الفترة اللازمة حتى يمكنها العودة لوزنها الطبيعي. وإذا ما كانت فترة التقييد الغذائي قاسية بدرجة كبيرة، فقد تتعرض المتعضية إلى تعثر النمو إذ لا تصل إلى الوزن الطبيعي مطلقًا. وعادة في الحيوانات تحدث الاستعاضة كاملة عند التعرض إلى تقييد غذائي بالنسبة إلى السكريات والبروتين.
لوحظ النمو التعويضي في عدد من المتعضيات بما يشتمل على أنواع من الثدييات و الطيور، الزواحف و السمك و النباتات (خاصة الحشيش وفسائل الشجيرات الصغيرة والشتلات) وأيضًا  الفطريات و الميكروبات و حشرات الرعاش الصغيرة.

## معلومات تاريخية
في عام 1911، أجرى هانز آرون (Hans Aron) دراسة مبكرة للنمو بعد فترات نقص التغذية. عرض كلبًا لنقص التغذية ووجد أنه تمكن من اكتساب الوزن سريعًا، ولكنه لم يصل إلى الوزن النهائي الذي يصل له كلب تغذى بالقدر الطبيعي. وفي عام 1915، كان أوسبورن (Osborne) ومندل (Mendel) هما أول من أثبت أن الفئران التي تتغذى بعد تقييد النمو تحقق معدل نمو متزايدًا. وفي عام 1945، طور برودي (Brody) فكرة «استتباب النمو» في كتاب الطاقة الحيوية والنمو. بينما في عام 1955، كان فيرل بوهمان (Verle Bohman) هو أول من استخدم المصطلح «النمو التعويضي» في مقال ذي صلة بـالمواشي.

## آلية العمل
ففي الحيوانات تنطوي معدلات النمو العالية غير الطبيعية على عمليات استتبابية وتماثلية المجريات. وتؤثر العمليات الاستتبابية عادة على النمو التعويضي على المدى القريب بينما يظهر تأثير العمليات تماثلية المجريات على المدى البعيد.
ولا تفهم آليات العمل الحيوية الدقيقة للنمو التعويضي جيدًا، رغم أنه من الواضح أن جهاز الغدد الصماء في بعض الحيوانات متضمن في التمثيل الغذائي وتجزئة المواد الغذائية في الأنسجة.
أولاً يحدث أثناء الحرمان الغذائي انخفاض في الاستقلاب الأساسي. وتكون أنسجة الأمعاء هي أول ما يتعرض لانخفاض الوزن والنشاط. بعد ذلك أثناء مرحلة إعادة التغذية، تمكن زيادة التغذية من توفير مزيد من البروتين في النظام الغذائي والطاقة مما يسهم في نمو الأنسجة بدلاً من الاستقلاب الأساسي. وهنا تكون أنسجة الأمعاء هي أول ما يكتسب زيادة الوزن يتبعها أنسجة العضلات وأخيرًا الأنسجة الدهنية.

## العوامل المؤثرة على النمو التعويضي
في عام 1960، استعرض ويلسون (Wilson) وأوسبورن في مقال لهما ستة عوامل قد تؤثر على النمو التعويضي. لم يُفهم مدى تأثير كل من هذه العوامل أو بعضها. وفيما يلي هذه العوامل:
- طبيعة النظام الغذائي المقيد
- درجة قسوة نقص التغذية
- طول فترة نقص التغذية
- مرحلة النمو عند بدء نظام نقص التغذية
- المعدل النسبي لنضوج النوع
- نموذج إعادة التغذية

قد تشتمل العوامل الحيوانية التي من الممكن أن تؤثر على النمو التعويضي على نسبة الدهون في جسم الحيوان في وقت الحرمان الغذائي والنمط الوراثي والنوع والتغيرات الاستقلابية. وتؤثر أيضًا مرحلة النمو التي بلغها الحيوان وقت حدوث التقييد الغذائي بدرجة كبيرة على تكوينه الجسدي.